# Michael (Bischof, Sodor und Man)
Michael († um 1203 in Fountains Abbey) war ein schottischer Ordensgeistlicher. Von 1194 bis zu seinem Tod war er Bischof von Sodor und Man.
Michael stammte von der Isle of Man und trat als Mönch in das Zisterzienserkloster Furness in Lancashire ein. Er wechselte offenbar in das Zisterzienserkloster Rushen, einem Tochterkloster von Furness auf der Isle of Man. 1194 wurde er zum Bischof des Bistums Sodor und Man gewählt. Möglicherweise war zuvor das alte Bistum von Man und des Königreichs der Inseln aufgeteilt worden, da auch das Königreich aufgeteilt worden war. Für die Gebiete, die an die Söhne von Somerled gefallen waren, wurde das neue Bistum Argyll gebildet. Michael wurde in York und nicht in Nidaros zum Bischof geweiht, obwohl das Bistum von Sodor und Man dem Erzbistum Nidaros unterstand. Weil seine Wahl noch zu Lebzeiten von Christian, dem vorherigen Bischof, erfolgt war, wurde Michael aus dem Zisterzienserorden ausgeschlossen. Am 24. November 1199 wurde er von der Kurie beauftragt, als Bischof in einem kirchlichen Streitfall zu entscheiden. Er starb im hohen Alter im Zisterzienserkloster Fountains Abbey in Yorkshire, wo er auch beigesetzt wurde.